# Andrea Lorenzo Scartazzini
Andrea Lorenzo Scartazzini (* 1971 in Basel) ist ein Schweizer Komponist.

## Leben
Während seines Studiums der Germanistik und Italianistik an der Universität Basel entschloss sich Scartazzini dazu, ein Kompositionsstudium bei Rudolf Kelterborn in Basel aufzunehmen, das er später bei Wolfgang Rihm an der Hochschule für Musik Karlsruhe fortsetzte. In den Jahren 1999/2000 absolvierte er ein Studiensemester an der Royal Academy of Music in London.
Seither wirkt er als Komponist (anfänglich auch als Gymnasiallehrer). Seine Werke wurden an bedeutenden Festivals, wie Osterfestspiele Salzburg, Lucerne Festival, Internationalen Ferienkurse für Neue Musik Darmstadt, aufgeführt.
Renommierte Klangkörper wie das Kammerorchester Basel, die basel sinfonietta, das Collegium Novum Zürich, das Ensemble Contrechamps, das Ensemble intercontemporain, das Ensemble Phoenix führten Scartazzinis Werke auf.
2004/05 war er Composer in residence an der Universität Witten/Herdecke.
2006 wurde die Oper Wut am Theater Erfurt uraufgeführt. Eine CD mit Liedern erschien beim englischen Label Guild Music.
2012 wurde am Theater Basel die Oper Der Sandmann (nach Der Sandmann von E. T. A. Hoffmann) in neun Szenen uraufgeführt, nach dem Libretto von Thomas Jonigk und in der Regie von Christof Loy.
Im Februar 2017 wurde die Oper über Edward II. (nach Christopher Marlowe von Jonigk) an der Deutschen Oper Berlin uraufgeführt (Musikalische Leitung: Thomas Søndergård, Inszenierung: Christof Loy).
Scartazzini errang mehrere Preise, darunter die Jakob-Burckhardt-Auszeichnung der Johann-Wolfgang-von-Goethe-Stiftung Basel und den Studienpreis der Ernst von Siemens Musikstiftung München.

## Tonträger
- Edward II. Mitwirkende: Michael Nagy – Edward II., Agneta Eichenholz – Isabella, Ladislav Elgr – Piers de Gaveston, Andrew Harris, Roger Mortimer, Burkhard Ulrich, Walter Langton, Bischof von Coventry, James Kryshak, Lightborn, Jarrett Ott, Engel, Markus Brück, Gideon Poppe, 2 Soldaten, 2 Räte, 2 Geistliche, 2 Wärter, 2 Tourguides, Mattis van Hasselt, Prinz Edward, Der Chor der Deutschen Oper Berlin, Das Orchester der Deutschen Oper Berlin, Thomas Sødergård, Dirigent. Livemitschnitt 2017, Oehmsclassics (LC 12424) OC 969.